# Fabrice Hünd
Fabrice Hünd (Amsterdam, 24 juli 1961 – aldaar, 31 december 2021), als kunstenaar werkend onder de naam Fabrice, was een Nederlands beeldend kunstenaar.

## Biografie
Hij groeide op in buurten rondom het Vondelpark. Naar eigen zeggen begon zijn artistieke leven op vijfjarige leeftijd. Hij beschilderde zijn plafond waarin twee gaten en een breuk zaten met een paardenkop, zodat het een "minder enge" indruk maakte. Hij was in zijn jeugd zowel bedreven in muziek als teken- en schilderkunst.
Hij koos voor dat laatste. Fabrice was opgeleid aan de Boumanacademie en de Rijksakademie van beeldende kunsten in Amsterdam (1980-1985). Hij maakte figuratieve schilderijen, tekeningen en sculpturen. Na zijn opleiding aan de Rijksakademie verwierf Fabrice naamsbekendheid o.a. door de vele kleurrijke wandschilderingen, die hij in de openbare ruimte van Amsterdam realiseerde. De twee bekendste hiervan zijn wellicht Kunst in de Bogen bij de Haarlemmer Houttuinen (1991) en Fluorescerende sporenelementen in de thans afgesloten verbindingstunnel van perron 1 naar perron 2 van het Muiderpoortstation (1993). Zijn werk in de openbare ruimte haalde vele malen de landelijke pers. In 1999 mocht hij een Amsterdamse tram beschilderen; hij beschilderde ook zijn eigen kleding en bakfiets.
Tussen 1985 en 1990 won Fabrice twee maal de F.C. Uriotprijs met zijn autonome schilderwerk. Nadat Fabrice vele jaren had geëxperimenteerd in verschillende schilderrichtingen en stijlen, ontstond zijn eigen handschrift, dat zich kenmerkt door een combinatie van dansende lijnen en expressief kleurgebruik, waarmee Fabrice streeft naar bezieling van stilstaande beelden.
Tijdens zijn loopbaan heeft Fabrice talloze malen geëxposeerd in binnen- en buitenland. Na jaren gevestigd te zijn geweest in De Pijp, hield hij van 2011 tot 2021 zijn eigen Galerotiek in zijn atelier aan de Jacob van Lennepkade. Eind 2021 verhuisde hij noodgedwongen naar de Agatha Dekenstraat.
In 2012 was hij te zien in het televisieprogramma Sterren op het doek, waarvoor hij een portret schilderde van de actrice Anne Wil Blankers.
Fabrice was ongehuwd maar had een vaste levenspartner. Fabrice had twee dochters.  
Fabrice overleed in Amsterdam op 60-jarige leeftijd.

## Mozaïek
In de 21e eeuw heeft Fabrice zich gericht op het maken van mozaïeken, omdat de wandschilderingen om diverse redenen verdwenen. In de Begijnensteeg is nog een schildering uit 1993 behouden gebleven. Aangezien Fabrice een verwoed verzamelaar was en geïnteresseerd in elk materiaal, wist hij in de loop van de jaren grote hoeveelheden natuursteen, scherven uit verstoorde grond, glas en keramiek bijeen te brengen, dat uitstekend geschikt bleek te zijn voor de opbouw van de mozaïeken.
In Amsterdam zijn zeven wat hij noemde mega-mozaïeken te zien:
- op het Marie Heinekenplein aan de Ferdinand Bolstraat, op een rond bouwwerk, Het kompas, verbeeldt verschillende werelddelen/windstreken (2006)[5]
- aan de muur van het Muiderpoortstation aan de Pontanusstraat, Scherven van beschaving (2010)
- op het Hoofddorpplein op een transformatorhuisje, Hoofdzaak liefde (2011, verwijderd in 2020 door middel sloop van het huisje)
- op de kruising Cornelis Schuytstraat / Willemsparkweg, In den bescherfden Schuyt (2012)[a]
- aan de Da Costakade, Aquacosta (2013), op de gevel van badhuis en sauna Da Costa, het laatst nog in werking zijnde openbare badhuis in Amsterdam[6]
- Coster Diamonds liet Fabrice voor hun kantoor aan de Paulus Potterstraat een nijntje (2017) met diamanten uitstraling maken.
- Oscar Carré (2021) op de terreinafscheiding van de Oscar Carréschool, Eerste Jan van der Heijdenstraat

In 2017 verscheen het boek Fabrice Hünd, samengesteld door Cornelia Doornekamp. Het geeft een overzicht van het autonome teken- en schilderwerk van Fabrice en zijn projecten in met name de openbare ruimte van Amsterdam. Ook wordt een beeld geschetst van de veranderende culturele omstandigheden in Amsterdam en de rol, die Fabrice hierbij speelde.